# Indigénat en Algérie
Durant la colonisation française de l'Algérie, les autochtones algériens étaient soumis au statut juridique des indigènes d'Algérie. Instauré dès 1830, et plusieurs fois modifié, notamment par le sénatus-consulte du 14 juillet 1865, le régime de l’indigénat, qualifié de « monstre juridique », crée un domaine spécial du droit colonial français applicable aux populations musulmanes. 
Il est abrogé par l'ordonnance du 7 mars 1944 relative au statut des Français musulmans d'Algérie.

## Historique

### Période de la conquête (1830-1834)
À l'image de la conquête de l'Algérie et de sa colonisation, entreprises aux débuts hasardeux, tenant plus du concours de circonstances que du projet pleinement mûri et planifié, le statut auquel sont soumises les populations autochtones du pays est resté longtemps incertain.
Le 5 juillet 1830, Hussein Dey, régent d'Alger, signe l'acte de capitulation de la Régence. Par ce même traité, le général Louis-Auguste de Bourmont prend l'engagement au nom de la France de « ne pas porter atteinte à la liberté des habitants de toutes classes et à leur religion ». La France garantit par cet acte aux populations algériennes le respect de leur culte et de leurs traditions religieuses. Doivent être ainsi préservés les statuts personnels des autochtones, découlant selon les cas des droits religieux juif ou musulman, ou encore des coutumes kabyles ; les Musulmans continuent de relever du droit musulman et les Juifs du droit mosaïque ; en tout état de cause, les populations conquises restent toujours juridiquement liées à l'Empire ottoman.

### Ordonnance d'annexion du 22 juillet 1834
Lire en ligne

texte

Bien avant la constitution de 1848 déclarant explicitement en son article 109 que l'« Algérie est terre française », l'ordonnance royale organisant « le Gouvernement général et la haute administration des possessions françaises dans le nord de l’Afrique », promulguée le 22 juillet 1834, est généralement considérée comme le texte instaurant l'annexion effective de l'Algérie par la France ; il découle de cette annexion la rupture du lien de sujétion des autochtones à l'Empire ottoman et leur rattachement juridique à la France. En effet, au regard du droit international, une des conséquences d'une annexion est l'attribution automatique aux « régnicoles » du territoire annexé de la nationalité du pays annexant. Les autochtones algériens acquièrent à cette date la qualité de « sujet français », mais aucune procédure ne leur permet d'accéder à la pleine nationalité française. Au demeurant, cette ordonnance ne constitue pas un texte de droit positif permettant de constater de manière certaine le placement juridique des populations conquises sous l'empire de la France,.

### Affaire de l'avocat Énos (1861-1864)
Les instruments juridiques établissant le statut des indigènes algériens se mettent en place dès 1861 avec la « remarquable » décision du 28 novembre 1861 du conseil de l'ordre des avocats du barreau d'Alger qui refuse à Élie Énos (ou Aïnos), un Juif algérois, son inscription au barreau, au motif que l'exercice de la profession d'avocat est un privilège réservé aux seuls Français. Successivement, le 24 février 1862 en appel et le 15 février 1864 en cassation, les juges reconnaissent la « qualité de français » aux indigènes algériens ; ils ajoutent néanmoins une précision d'importance : ces indigènes ne jouissent pas de tous les droits rattachés à la citoyenneté française.

### Sénatus-consulte du 14 juillet 1865
Lire en ligne

texte

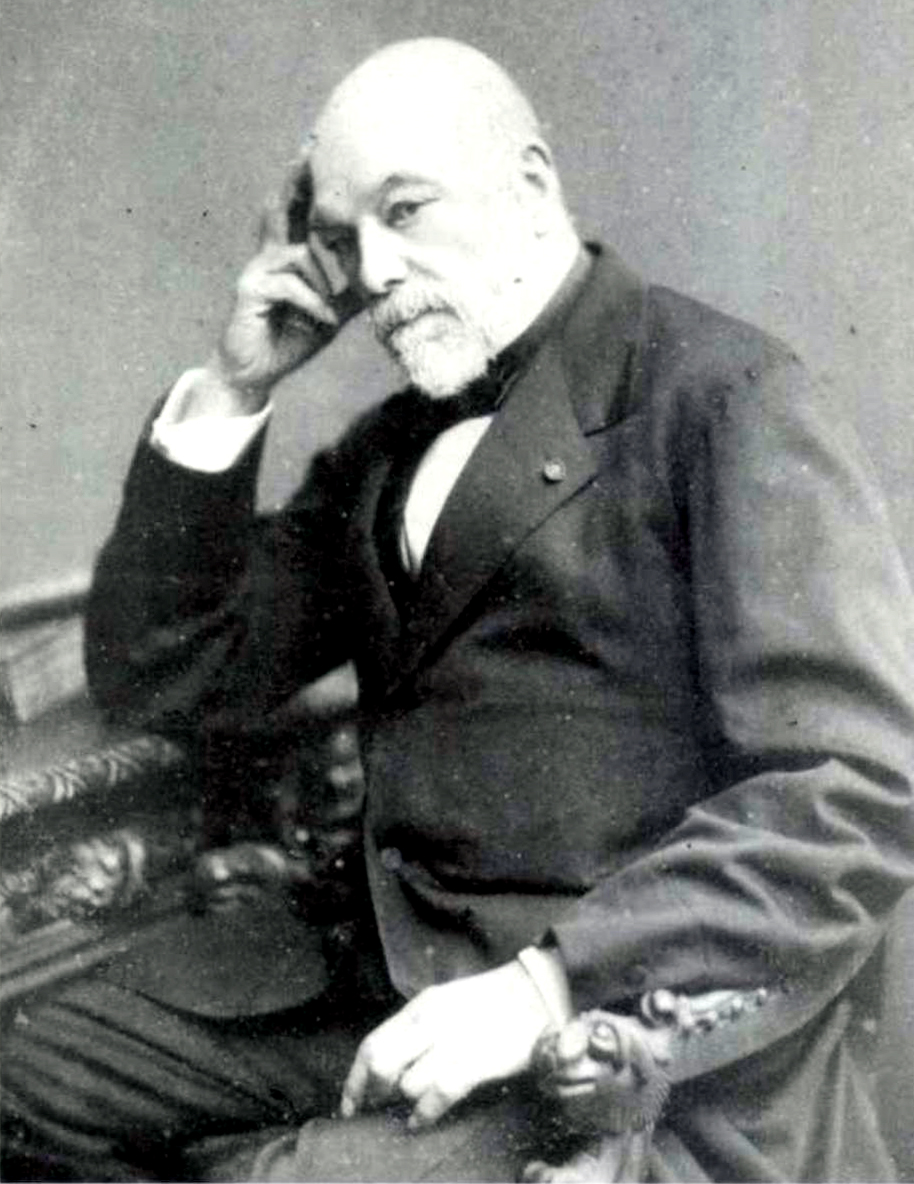
Ismaÿl Urbain en 1868

Inspiré par Ismaÿl Urbain dans le cadre de la politique du « royaume arabe » de Napoléon III, le sénatus-consulte sur l'état des personnes et la naturalisation en Algérie du 14 juillet 1865 confirme la jurisprudence de la cour de cassation sur le statut d'indigènes français des autochtones algériens. Il est complété par le décret d'application du 21 avril 1866.
« Matrice de toute la réglementation sur la nationalité en Algérie », le sénatus-consulte s'intéresse successivement aux indigènes musulmans, aux indigènes juifs et aux étrangers, les rangeant dans une même catégorie de « non pleinement Français » : ils sont juridiquement mis sur un pied d'égalité,.
En effet, le sénatus-consulte reconnaît certes la « qualité de Français » aux indigènes, mais leur dénie toujours la jouissance des droits de citoyen, association des droits civils et des droits politiques ; de fait, ils héritent d'une nationalité par défaut, celle de sujets qui ne peuvent revendiquer une autre nationalité du fait de leur soumission à la France : autrement dit, une nationalité dénaturée.
Pour la première fois, un texte prévoit une voie d'accès des indigènes au bénéfice de la pleine citoyenneté française, mais il leur impose en contrepartie de renoncer à leur statut personnel, lequel permettait de vivre selon le droit islamique. Présentant le projet de loi devant le Sénat, le conseiller d’État Flandin déclare : « le plein exercice des droits de citoyen français est incompatible avec la conservation du statut musulman et de ses dispositions contraires à nos lois et à nos mœurs sur le mariage, sur la répudiation, le divorce, l’état civil des enfants ». Le sénateur Claude Alphonse Delangle insistait également dans son rapport sur ce point, selon lui, crucial : « Ainsi la religion musulmane autorise la polygamie, la répudiation, le divorce. Il en est de même de la religion juive. Il est bien entendu que l’exercice de tels droits sera interdit à l’indigène devenu citoyen français ». Dans cette perspective, citoyenneté française, respect du droit français et mariage monogame et indissoluble étaient intimement liés.
La voie d'accès à la citoyenneté (comprenant les droits politiques et le droit civil) est précisée par le décret d’application qui complète le sénatus-consulte. Formalité strictement individuelle, la procédure est avant tout une faveur octroyée par l'État. Accessible aux seuls indigènes âgés de plus de vingt et un ans, elle passe par une déclaration faite auprès du maire ou de l'administrateur de la commune (accompagnée d'un dossier comprenant notamment une preuve d'état civil ou d'un acte de notoriété établi auprès du juge de paix ou du cadi, et d’un extrait de son casier judiciaire), sur laquelle vont successivement se prononcer la préfecture, le gouvernement général puis le ministère de la Justice pour être enfin « conférée par décret impérial rendu en Conseil d’État »,.
Cette procédure d'« accès à la qualité de citoyen français » ou d'« admission à jouir des droits de citoyens français » prend très curieusement l'appellation officielle de « naturalisation », alors même qu'elle ne concerne en rien l'accession à la nationalité française d'un étranger, sens premier du terme, mais l'accès à la citoyenneté française de l'indigène algérien,,, ; de fait, elle constitue une sorte de « naturalisation coloniale ».

### Décret Crémieux (1870)

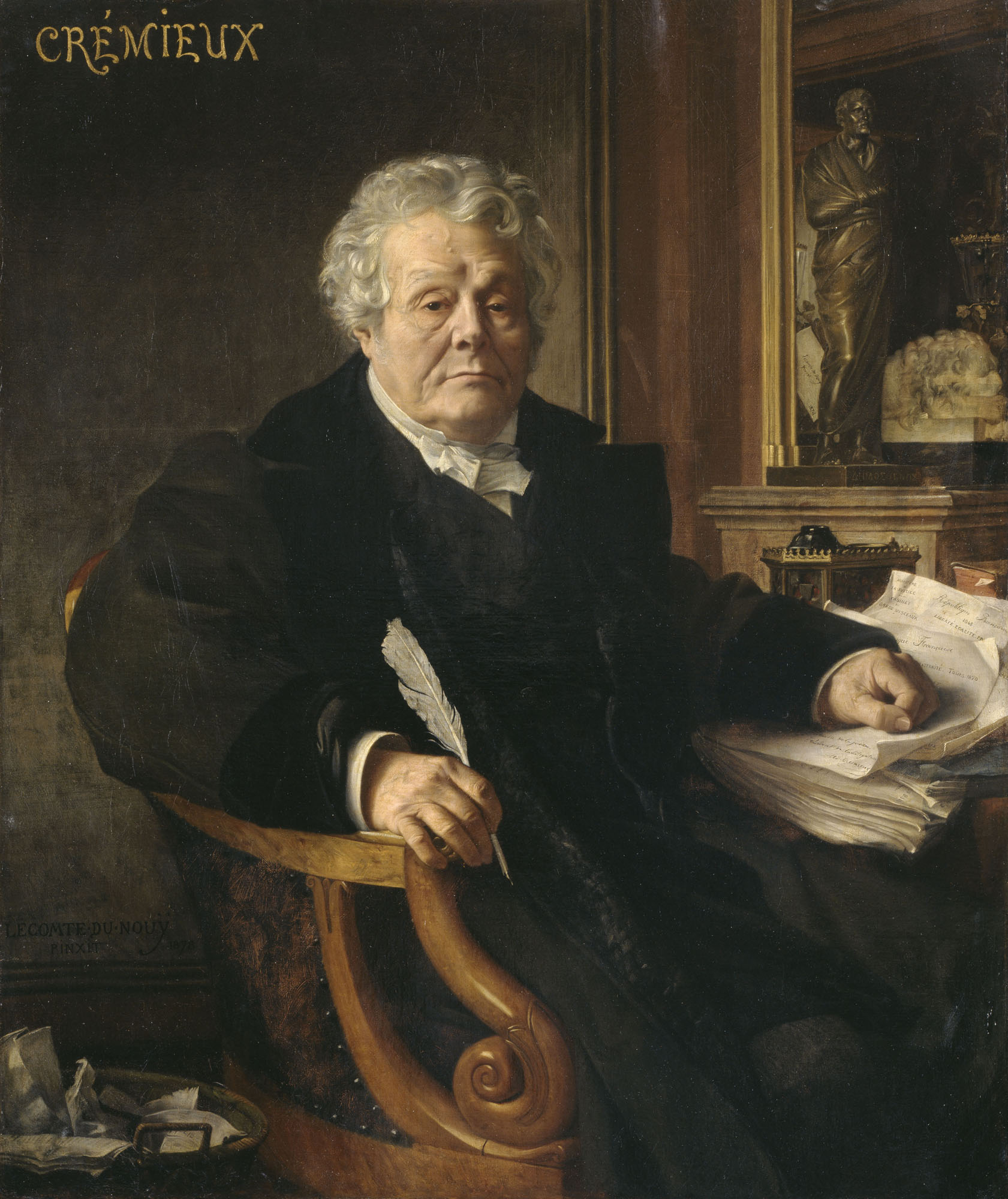
Adolphe Crémieux en 1878
(Lecomte du Nouÿ, Musée d'art et d'histoire du judaïsme)

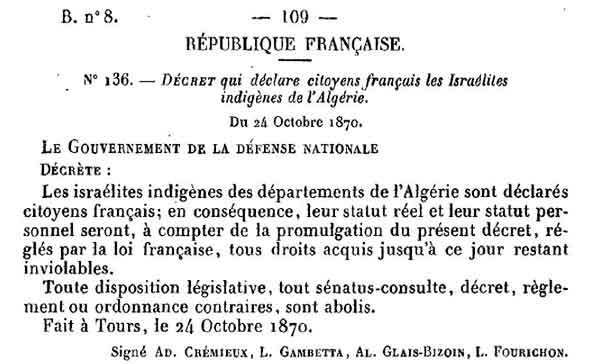
Décret no 136 du 24 octobre 1870, naturalisant collectivement les Juifs algériens.

Discriminée sous la Régence, la communauté juive algérienne accueille d'un bon œil la nouvelle souveraineté française. Lors de sa visite en Algérie en mai 1865, à peine quelques mois avant la promulgation du sénatus-consulte de 1865 déclarant les Algériens musulmans et juifs sujets français, Napoléon III reçoit une pétition signée par plus de 10 000 Juifs autochtones demandant leur « naturalisation collective ». De même, de manière constante, entre 1865 à 1869, les Conseils généraux des départements algériens émettent le vœu de la naturalisation de ces derniers. Parmi les sujets demandant l'accès au droit de cité, ils sont les plus nombreux.
Le 24 octobre 1870, se basant sur un projet élaboré dans les dernières années du Second Empire, Adolphe Crémieux, président de l’Alliance israélite universelle et ministre de la Justice du gouvernement de la Défense nationale formé après la défaite de Sedan, promulgue (avec l'accord de Mac Mahon) une série de sept décrets sur l'Algérie, dont le plus notable est le no 136, dit depuis décret Crémieux, « qui déclare citoyens français les Israélites indigènes de l'Algérie ».
Par l'effet de ce décret, les Juifs indigènes accèdent à la citoyenneté française : ils perdent leur statut personnel mosaïque et sont obligatoirement soumis au droit civil commun. (Certains historiens, plutôt que de parler de « naturalisation » des Juifs d'Algérie, mesure par principe individuelle, préfèrent qualifier le décret Crémieux, en raison de ses effets collectifs, de décret de « nationalisation » ou de « transmutation ».)
Souvent présenté comme le « symbole de l’œuvre émancipatrice et républicaine française », le décret Crémieux n'en a pas moins suscité — et pour longtemps — une vive opposition, tant chez les militaires, les administrateurs et les colons que chez les Juifs algériens, attachés à leur statut personnel,, mais aussi satisfaits de cette assimilation qui met un terme définitif à l'état d'infériorité dans lequel ils vivaient auparavant. En tout état de cause, cette naturalisation a pour effet immédiat d'enrichir la population française d'Algérie (qui compte alors environ 90 000 personnes) de 35 000 nouveaux citoyens à la fidélité assurée.
L'opposition au décret Crémieux s'exacerbe après les élections législatives du 9 juillet 1871, les Juifs étant accusés d'avoir « mal voté », et l'abrogation du décret est proposée par le gouvernement Thiers le 21 juillet 1871,. Fruit des négociations entre Adolphe Crémieux et de l'amiral de Gueydon (gouverneur civil de l'Algérie en poste), un décret d'interprétation est pris le 7 octobre 1871 par le ministre de l’Intérieur Félix Lambrecht. Le décret Crémieux est maintenu, mais sa portée est limitée aux seuls indigènes israélites pouvant établir posséder une origine algérienne antérieure à la conquête française,, : ils doivent pour cela apporter la preuve soit d'être nés en Algérie avant la conquête, soit d'être nés de parents eux-mêmes nés en Algérie avant 1830. Ce décret a plusieurs conséquences : il empêche les Juifs qui ne parviennent pas à fournir les documents requis, notamment un document d'état civil ou à défaut un acte de notoriété attesté par sept témoins, de s'inscrire sur les listes électorales ou de participer aux élections ; il met à l'écart les Juifs marocains ou tunisiens ; il servira également à maintenir dans le statut d'indigènes les Juifs des territoires sahariens qui ne sont conquis que bien plus tard (notamment le M'zab).

### Code de l'indigénat (1881-1946)
Unanimement qualifié de « monstre juridique », le code de l'indigénat est le morceau de choix de l'arsenal législatif et réglementaire colonial ; code policier travesti en code judiciaire, ce régime répressif et discriminatoire spécifique aux indigènes vient s'ajouter en ce qui les concerne à la législation pénale de droit commun.
Dès le début de la conquête, les indigènes sont administrés par des postes militaires, remplacés en 1844 par les bureaux arabes, dirigés par des administrateurs militaires investis d'un pouvoir disciplinaire sur les indigènes, exerçant des peines allant parfois jusqu'à l'exécution sommaire. Une instruction écrite du général Bugeaud apportera une première réglementation à ce pouvoir, qui inspirera très largement le code de l'indigénat.
Promulguée le 28 juin 1881, la « loi qui confère aux administrateurs des communes mixtes en territoire civil la répression, par voie disciplinaire, des infractions spéciales de l'Indigénat », dite code de l'indigénat, est initialement votée pour une durée limitée de sept ans, mais elle est systématiquement reconduite : lois du 27 juin 1888, 25 juin 1890, 25 juin 1897, 21 décembre 1904, 24 décembre 1907, 5 juillet 1914, 4 août 1920, 11 juillet 1922 et 30 décembre 1922.
Ce code fait de l'indigène un justiciable particulier, soumis à des règles de droits civil et pénal exorbitantes au regard du droit commun républicain. En effet, les actes visés par le code ne sont pas réprimés en raison de leur nature, mais en raison de la qualité de leur auteur : tout à fait licites en temps ordinaire, ils deviennent répréhensibles si leur auteur est un « Arabe », autre nom de l'indigène musulman. Prononcées dans les communes de plein exercice par les juges de paix et dans les communes mixtes par l'administrateur, les peines infligées sont le séquestre, l'internement administratif et l'amende individuelle ou collective (ces deux peines pouvant être converties, dès 1897, en journées de travail forcé). Modifiée à plusieurs reprises, la liste des infractions réprimées est dressée par le gouverneur général et comprend en 1881 vingt-sept infractions spéciales, parmi lesquelles on peut citer « l'omission ou le retard de plus de 8 jours dans les déclarations de naissance ou de décès », « la réunion sans autorisation pour zerda, ziara ou autres fêtes religieuses », « le départ du territoire de la commune sans permis de voyage », « l'acte irrespectueux », « la plainte ou la réclamation sciemment inexacte »,. Les procédures liées au code de l'indigénat sont tout aussi exorbitantes, les inculpés devant en supporter tous les frais, mais ne peuvent en aucun cas faire appel.
Entre 1898 et 1910, les indigènes subissent une moyenne de 20 000 punitions par an, dont 600 000 jours de travail forcé. Dès 1919, à l'occasion de la loi Jonnart, un demi-million d'Algériens sont exemptés du régime de l'indigénat, et celui-ci tombe en désuétude à partir de 1927 dans les communes mixtes, mais continue d'être appliqué par les juges de paix dans les communes de plein exercice, jusqu'à son abrogation en 1944.

### Loi sur la nationalité du 26 juin 1889
La promulgation de la « grande loi sur la nationalité » du 26 juin 1889 modifie radicalement le mode d'acquisition de la nationalité française, en réintroduisant le jus soli (ou droit du sol),, évincé depuis 1803 du code civil français, qui a alors consacré le jus sanguinis (ou droit du sang) comme mode exclusif d'acquisition de la « qualité de Français » à la naissance.
Le changement introduit par la nouvelle loi répond à plusieurs objectifs : lutte contre la déflation démographique, assimilation des étrangers installés en France, égalité des devoirs, etc. En Algérie, ce changement est revendiqué par les colons en raison de la prépondérance de plus en plus marquée de la population étrangère européenne parmi les colons installés en Algérie, au détriment de la population française, mais aussi dans le but de renforcer la présence française face à la population indigène musulmane. En effet, bien que la procédure de naturalisation des étrangers instaurée par le sénatus-consulte de 1865 soit simple, rapide et peu coûteuse, ces derniers ne ressentent pas le besoin de réclamer la nationalité française, à tel point qu'entre 1865 et 1881 on ne compte que 276 naturalisations par an en moyenne.
Par l'effet de la loi, instaurant d'une part la règle du double droit du sol, un enfant né d'un parent lui-même né en France, quelle que soit sa nationalité, est français dès sa naissance, et instaurant d'autre part la règle du droit du sol simple, un enfant né de parents nés les deux à l'étranger est de droit Français à sa majorité, sauf renonciation expresse, exprimée dans l'année de sa majorité. Les fruits de la nouvelle loi accordant automatiquement la nationalité française (et son corollaire la citoyenneté française) aux étrangers européens ne se font pas attendre et dès 1898, la population française d'Algérie compte 109 000 Français naturalisés pour 275 000 Français d'origine.
Les indigènes musulmans restent pour leur part toujours exclus de la citoyenneté, la loi de 1889 confirmant le statut dans lequel ils sont enfermés. À la demande des élus d'Algérie, partisans de la naturalisation individuelle instaurée par le sénatus-consulte de 1865, le bénéfice de la loi leur est explicitement refusé, au prétexte qu'ils ont déjà la qualité de Français,.
Dans les faits, ce statut a un caractère ethnique et politique, et non pas simplement religieux et civil : ainsi, un indigène converti au catholicisme mais non naturalisé reste considéré juridiquement comme un « indigène musulman ». Confirmant en 1903 ces dispositions, la cour d'appel d'Alger est amenée à expliquer que le terme de musulman « n’a pas un sens purement confessionnel, mais qu’il désigne au contraire l’ensemble des individus d’origine musulmane qui, n’ayant point été admis au droit de cité, ont nécessairement conservé leur statut personnel musulman, sans qu’il y ait lieu de distinguer s’ils appartiennent ou non au culte mahométan »,.
Les indigènes algériens ne sont cependant pas les seuls à qui est refusée la pleine nationalité. Ils partagent leur condition avec les Marocains et les Tunisiens installés en Algérie à qui l'administration refuse en toute illégalité le bénéfice de la loi de 1889, malgré plusieurs arrêts du Conseil d'État,. La loi du 17 février 1942 votée sous le régime de Vichy et maintenue jusqu'à l'indépendance algérienne, viendra entériner cette exclusion.

### Loi Jonnart du 4 février 1919
Lire en ligne

[JORF]

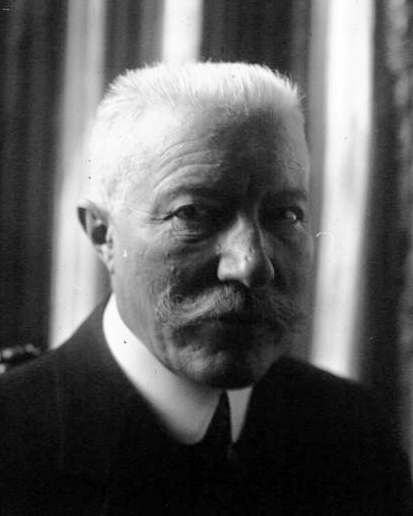
Charles Jonnart en 1918
(Agence de presse Meurisse, BnF)

Après l'instauration du régime de l'indigénat, plusieurs tentatives infructueuses d'amélioration du statut des indigènes (auxquelles s'opposent d'autres tentatives également infructueuses de remise en cause de la naturalisation des Juifs) sont menées :
- en 1881, fondation par Paul Leroy-Beaulieu de la Société française pour la protection des Indigènes des colonies, visant à octroyer le droit de vote aux indigènes[63],[64] ;
- en 1887, proposition par les députés Michelin et Gaulier de la naturalisation des indigènes « dans le statut » (c'est-à-dire en conservant leur statut personnel de droit local, sans conversion au statut personnel de droit commun imposé par le Code civil)[63],[65] ;
- en 1890, proposition du député de Paris Alfred Martineau d'« accorder progressivement la naturalisation française à tous les indigènes musulmans d’Algérie »[63],[66] ;
- en 1911, La revue indigène publie plusieurs articles signés par des professeurs de droit (André Weiss, Arthur Giraud, Charles de Boeck ou Eugène Audinet) appelant à la naturalisation des indigènes dans le statut[63] ;
- en 1912, le mouvement Jeunes Algériens revendique dans son Manifeste la naturalisation dans le statut et sous conditions des indigènes algériens[63].

Un puissant groupe colonial, mené par les élus des Français d'Algérie, se forme à la Chambre des députés ; opposé à toute évolution du statut de l'indigène, il est l'un des plus forts groupes parlementaires, passant de 91 élus en 1892 à 250 élus en 1936.
La Première Guerre mondiale voit la mobilisation de 172 019 jeunes Algériens sur les champs de bataille européens, accompagnée de promesses d'octroi de droits politiques. Leurs pertes vont s'élever à 25 711 tués et 72 035 blessés. La France contracte à cette occasion une dette de sang, qu'elle essaiera de régler avec la loi du 4 février 1919 (dite « loi Jonnart »), malgré l'opposition des élus français des délégations financières.
Cette nouvelle loi ouvre aux indigènes la porte de certains emplois subalternes de la fonction publique locale, quarante-quatre fonctions d'autorité expressément énumérées leur restant cependant interdites. En outre, le corps électoral indigène est élargi pour concerner 10,5 % de la population musulmane âgée de vingt-cinq ans et plus (soit 100 000 électeurs) pour les élections des conseils généraux ou des délégations financières, et 45 % de la population musulmane (soit 425 000 électeurs) pour les élections des conseils municipaux des communes de plein exercice et des djemâa des communes mixtes ; les conseillers municipaux musulmans (dont le nombre est limité à un maximum de 12 élus, sans dépasser le tiers du total des élus) peuvent participer à l'élection du maire et de ses adjoints sans pour autant être éligibles à ces mandants,.
Par ailleurs, tout en gardant la procédure du sénatus-consulte de 1865, la loi Jonnart met en place une nouvelle procédure de naturalisation, retirant notamment à l'administration — réputée pour son arbitraire — la responsabilité du traitement des demandes pour la confier à l'autorité judiciaire, par le biais des juges de paix,. Plus une clarification qu'une modification radicale du sénatus-consulte, la nouvelle procédure est plus généreuse par certains aspects et paradoxalement plus restrictive par d'autres et les différences entre les deux procédures sont somme toute limitées. Le bénéfice de la nouvelle loi est ouvert aux musulmans de plus de 25 ans résidant depuis plus de deux ans dans la commune et appartenant à une liste précise de métiers ou de statuts : militaires, propriétaires, fonctionnaires, diplômés…
Le nouveau corps électoral, dont les membres sont exemptés du code l'indigénat, préfigure une citoyenneté algérienne en devenir,.

### Projet de loi Blum-Viollette (1936)
La dernière tentative d'amélioration du statut des indigènes dans l'entre-deux-guerres est le projet de loi soutenu en 1936 par le sénateur Maurice Viollette pour le compte du premier gouvernement Blum. La grande nouveauté de ce projet est de proposer d'accorder la pleine citoyenneté française et le droit de vote afférent, à une élite indigène — constituée de militaires, d'élus et de diplômés, soit 24 000 personnes au mieux — à laquelle il sera permis de conserver son statut personnel de droit local, incorporée au sein du collège électoral français de 200 000 personnes,.
Le projet finit en échec. En effet, il est confronté à la double opposition de la Fédération des maires d'Algérie et des mouvements politiques algériens. Ce n'est pas tant l'idée que les indigènes puissent voter qui rebute les maires, mais la peur des conséquences de l'élargissement du suffrage aux indigènes sur leurs propres élections ; ils en arrivent à menacer, et même exécuter leur menace, de démission collective. Les partis politiques algériens, pour leur part, sont au début favorables au projet, à l'exception notable de Messali Hadj, mais le projet traînant en longueur, ils finissent eux aussi par menacer, et même exécuter leur menace, de démission collective des élus musulmans. Le projet est définitivement rejeté par le Sénat en 1938.

### Abrogation du décret Crémieux (1940-1943)
Latent chez les Français d'Algérie et vivant de fréquentes périodes d'exacerbation, notamment à l'entre-deux-guerres, l'antijudaïsme triomphe en 1940,, avec d'abord l'application aux Juifs d'Algérie — bien qu'elles ne les concernent pas explicitement — des lois vichystes des 22 et 23 juillet 1940, portant sur la révision des naturalisations et la déchéance de leur nationalité des Français ayant fui à l'étranger, puis l'abrogation, le 7 octobre 1940, du décret Crémieux. Les 110 000 Juifs d'Algérie perdent leur citoyenneté française et sont ramenés à leur ancien état d'indigènes, sans toutefois retrouver leur précédent statut personnel mosaïque, cette loi les maintenant malgré tout sous l'emprise du Code civil (et non de l'Indigénat). L'hypothèse a été émise que la loi du 18 février 1942 opérait une confusion sémantique entre « indigènes israélites » et « juifs ». Une possible conséquence de son interprétation serait, dans cette hypothèse, de soumettre toutes les personnes ayant perdu leur statut de citoyen à la suite de l'abrogation du décret Crémieux aux interdictions et exclusions envers les « juifs » prévues par la loi du 2 juin 1941 alors même que ces personnes n'étaient pas concernées par cette dernière.
La citoyenneté et le statut personnel sont ainsi, pour la première fois, totalement disjoints, l'une n'étant plus tributaire de l'autre. Cette remarque, toutefois, ne vaut pas pour l'ensemble de l'empire colonial français puisque la citoyenneté, entendu dans le sens des droits politiques, avait été à certaines périodes disjointe des statuts personnels en Inde ou encore dans une partie du Sénégal.
Le débarquement allié en Algérie, le 8 novembre 1942, n'a aucun effet immédiat sur le statut des Juifs en Algérie : ni l'amiral Darlan, ni son successeur le général Giraud, à la tête de l'administration française, ne touchent au statu quo vichyste,. Alors que dès le 18 avril 1943, un acte solennel de la France libre annule la loi du 23 juillet 1940 et permet aux personnes auxquelles a été retirée la nationalité française de la recouvrer, ce n'est que le 21 octobre 1943 que les Juifs d'Algérie récupèrent leur pleine nationalité française, à la suite d'une déclaration du Comité français de Libération nationale (CFLN).

### Ordonnances du 7 mars 1944 et du 17 août 1945
Le statut juridique des indigènes connaîtra ses premières avancées vers la fin de la Seconde Guerre mondiale.
L'ordonnance du 7 mars 1944 relative au statut des Français musulmans d'Algérie, matérialisation tardive du projet Blum-Viollette, fait des Musulmans algériens des justiciables ordinaires en mettant un terme aux lois d'exception du code de l'indigénat ; elle crée de plus — en sus du collège électoral ordinaire des citoyens français (dit « collège européen ») —, un deuxième collège électoral ouvert aux seules élections municipales et générales regroupant tous les Algériens musulmans non citoyens âgés de vingt-et-un ans et plus, soit au total 1 210 000 électeurs ; par ailleurs, une « élite » musulmane appartenant à certaines catégories (titulaires d’une décoration, diplômés de l’enseignement, membres des chambres d’agriculture…), soit un total de 60 000 personnes, sont naturalisés dans le statut et intègrent le premier collège électoral,,, rejoignant ainsi la catégorie des citoyens français, même si finalement, seulement 32 000 Algériens s'inscriront réellement dans les listes électorales du premier collège. La loi prévoit de plus, au prix d'une contradiction dans sa formulation, que « les autres Français musulmans sont appelés à recevoir la nationalité française ».
Un an et cinq mois plus tard, l'ordonnance du 17 août 1945 apporte un début de représentation en matière d'élections parlementaires : les deux collèges électoraux musulman et européen élisent chacun 15 députés et 7 sénateurs (soit 30 députés et 14 sénateurs au total),,.

### Loi Lamine Guèye du 7 mai 1946 et Constitution de 1946
Qualifiée de révolutionnaire, parfois comparée à l'édit de Caracalla, la loi Lamine Guèye, promulguée le 7 mai 1946, reconnaît enfin la citoyenneté française à « tous les ressortissants des territoires d’outre-mer (Algérie comprise) ». Grâce à elle, la citoyenneté se libère définitivement de sa dépendance au Code civil pour se rattacher à la nationalité, avec laquelle elle se confond depuis lors. Le droit de vote s'élargit à tous les Algériens de plus de 21 ans (y compris les habitants juifs ou musulmans du Mzab, ignorés jusqu'alors).
La nouvelle citoyenneté est définitivement consacrée par la Constitution du 27 octobre 1946 qui reprend en son article 80 le contenu de l'unique article de la loi du 7 mai 1946, confirme en son article 82 la rupture définitive du lien, mis en place par le sénatus-consulte de 1865, entre la jouissance des droits de citoyen et le statut personnel, et réaffirme l'égalité entre les différents statuts civils. Toutefois, aucun texte ne viendra préciser la signification pratique de ces dispositions.

### Statut de 1947
Le 20 septembre 1947, un statut spécifique est voté pour l'Algérie, qui est alors définie comme « un groupe de départements dotés de la personnalité civile, de l'autonomie financière, et d'une organisation particulière ». Ce nouveau statut, censé introduire l'égalité politique et civique et l’égal accès aux fonctions publiques, maintient malgré tout inchangé le principe du double collège, la voix d'un électeur du premier collège valant huit voix d'électeurs du deuxième collège,.
Par ailleurs, faisant fi de l'ordonnance du 2 août 1945 élargissant aux femmes le droit de vote en France, l'Assemblée algérienne, née du statut de 1947, refuse aux femmes algériennes l'exercice de leurs droits politiques.
« Français formels », les Algériens ne sont plus des « indigènes », mais des « Français musulmans d'Algérie (FMA) », citoyens de statut local, par opposition aux « Français non-musulmans », citoyens de statut civil,. Les différences de droits entre ces deux catégories ne sont plus justifiées par leur différence de statuts, mais par la distinction faite entre les deux territoires, algérien et français. Ainsi, en métropole,  les Algériens bénéficient des mêmes droits que les métropolitains sans devoir renoncer à leur statut personnel.  L'article 3 de la loi de 1947 précise « Quand les Français musulmans résident en France métropolitaine, ils y jouissent de tous les droits attachés à la qualité de citoyens français et sont donc soumis aux mêmes obligations ». Ils deviennent des migrants régionaux comme les Bretons et les Corses, avec les mêmes droits et devoirs que les autres citoyens français.

### Ordonnances du 15 novembre 1958
Confrontée à la guerre d'indépendance algérienne commencée le 1er novembre 1954, la France entreprend de clarifier la situation politique réelle des Algériens, dissolvant progressivement à partir de 1956 toutes institutions élues sous le régime du double collège,.
Les ordonnances du 15 novembre 1958 rompent définitivement le lien entre la citoyenneté et le Code civil, suppriment les deux collèges électoraux et fusionnement finalement les populations en une seule catégorie de « Français à part entière » ; elles octroient enfin à la population algérienne une représentation politique plus équitable, proportionnelle à son importance dans chaque département algérien : 46 députés sur 67 et 22 sénateurs sur 31,,.
Dans le même temps, la mise en place d'un tout autre statut, celui des futures nationalité et citoyenneté algériennes, a déjà commencé.

## Définition juridique de l'indigène
Il n'existe formellement aucune définition légale de l'indigène algérien. À défaut, c'est la définition induite du décret Lambrecht du 7 octobre 1871, seul texte légal s'y intéressant, du moins de manière indirecte, qui est retenue par les juristes et les historiens, ; elle est ainsi rédigée :

« Seront considérés comme indigènes [...] les Israélites nés en Algérie avant l’occupation française ou nés depuis cette époque de parents établis en Algérie à l’époque où elle s’est produite. »

La définition de l'indigène s'obtient en généralisant la définition de l'indigène israélite : est indigène celui qui est né ou dont les parents sont nés en Algérie avant la conquête française en 1830.
Un aspect particulier rend cette définition bien étrange : elle additionne aux notions de droit du sang et de droit du sol un critère d'héritage historique, une combinaison des critères de naissance et de domicile. Née avec l'arrêt de la cour d'appel d'Alger de 1862 et insérant dans l'édifice républicain français la catégorie de « Français non-citoyen », elle annonce la création d'une « monstruosité juridique »,.

## «Naturalisation» des indigènes
Pendant toute la durée de la présence française en Algérie, il y aura au total moins de 7 000 « musulmans » naturalisés,, ce qui représente, à l'indépendance du pays, à peine 10 000 « musulmans » jouissant de la pleine nationalité française acquise par naturalisation ou héritée d'un ascendant lui-même naturalisé.
Dès le début, avec la mise en place du sénatus-consulte de 1865, la naturalisation des indigènes est un échec incontestable et inattendu. Les demandes tournent en moyenne autour de quarante par an. Seuls 371 « musulmans » sont naturalisés en dix ans, de 1865 à 1875. Ils ne sont que 2 396 naturalisés de 1865 à 1915, 2 488 naturalisés de 1865 à 1937.
Issues dans leur grande majorité de militaires, de fonctionnaires ou de convertis à la religion catholique, les demandes de naturalisation connaissent un taux de refus assez faible jusqu'en 1899, mais augmentant à partir de cette date jusqu’à atteindre à certaines périodes les trois cinquièmes des demandes. Entre 1865 et 1920, il est en moyenne de 30 %. Entre 1919 et 1930, avec 760 indigènes naturalisés pour 1 547 demandes introduites selon la procédure du sénatus-consulte de 1865, le taux de refus est de pratiquement 50 %.

## Conséquences du statut juridique de l'indigène
La conséquence immédiate du sénatus-consulte et du Code de l’indigénat, qui constituait un régime pénal spécial, était une hiérarchisation de la société en Algérie. Le Code de l’indigénat (1881) et le décret Crémieux (1878) ont organisé juridiquement la population de manière hiérarchique : les musulmans étaient au bas de l’échelle sociale et soumis à des règles spécifiques, les juifs jouissaient d’une citoyenneté au même titre que les Français mais restaient victimes de racisme, et les Français qui avait accès à la pleine citoyenneté (et bientôt les Européens, qui ont gagné le droit du sol),. Cette hiérarchie juridique a produit « une légalisation de la violence », c’est-à-dire un encadrement juridique qui soutenait des formes de « violence coloniale étatique régulière et quotidienne ». Bien que le régime de l’indigénat ait été créé initialement en Algérie, le modèle a été étendu à d’autres colonies. Le décret du 25 mai 1881 a institué l’indigénat en Cochinchine (Indochine) et le décret du 18 juillet 1887 l’a institué en Nouvelle-Calédonie, les deux suivant l’exemple de l’Algérie. 
Le statut juridique de l’indigène a conduit à une transformation des catégories statistiques utilisées dans le recensement. Avec ce nouveau statut, il est possible de mesurer la part respective des différentes catégories de population dans la population totale. En particulier, les interprétations faites par les spécialistes coloniaux de ces données ont conduit à formuler le problème de “l’assimilation” des populations qui n’étaient pas d’origine française. De plus, ces données montrent une émigration indigène vers les pays voisins, la Tunisie ou le Maroc, ainsi que vers l’est de la Méditerranée. 
On ne peut nier le rôle que le statut juridique de l’indigène, la violence qu’il a permise et la hiérarchie sociale qu’il a instaurée, ont joué dans la lutte contre la France. Au début du vingtième siècle,  les « Jeunes Algériens », qui voulaient parvenir à une égalité des droits, faisaient appel à l’assimilation intégrale. Ferhat Abbas était une grande figure parmi les Algériens, devenu membre du FLN en 1956, et réagissant par ses actions au refus du gouvernement français d’accorder l’égalité des droits aux « indigènes musulmans » Les Européens en Algérie rejetaient les appels à l’égalité des droits, craignant une perte de leur pouvoir politique Ce n’est qu’en 1958 que les « indigènes musulmans » sont devenus pleinement citoyens français, avec tous les droits associés. Savoir si le racisme venait de ces lois pénales ou si ces lois reflétaient un racisme qui existait déjà n'est pas évident. Toutefois, il reste possible d'affirmer que le racisme qui visait les indigènes d’Algérie était fortement lié au régime colonial et ne peut pas être séparé du fait que les personnes d’origine algérienne étaient historiquement dépourvues de l’égalité de droit et de statut.

## Critique du statut de l'indigène
L’histoire des critiques du statut juridique des indigènes viennent des deux côtés de la Méditerranée, parmi les citoyens français et les « Français non citoyens ». En métropole, les milieux politiques proches des socialistes voulaient la citoyenneté des Algériens.En outre, La revue indigène a publié l’opinion de certains professeurs de droit qui soutenaient « la naturalisation dans le statut » de cette population indigène. Les juristes coloniaux ont prétendu que cette population ne pouvait pas parvenir à la citoyenneté à cause de leur religion. Toutefois, La revue indigène a indiqué le déclin des pratiques musulmanes qui les éloignent des coutumes françaises, par exemple le nombre plus faible de polygamie (une raison de l’incompatibilité entre la religion musulmane et le statut civil). Henri-Joseph Michelin et Alfred Gaulier se sont adressés au Parlement français  pour soutenir la « naturalisation française de tous les Algériens » le 16 juin 1887.  Ils ont souligné l’hypocrisie que constituait le fait de mettre en œuvre le décret Crémieux mais de ne pas instituer un tel décret pour les musulmans. La presse européenne était fortement opposée à  la mesure – un « sujet » français ne serait jamais « l'égal d’un citoyen français ». D’un autre côté, certains notables constantinois craignaient cette proposition qui « aurait pour conséquence à notre égard la suppression complète de notre loi et de notre code » . 
Fournir aux administrateurs des pouvoirs illimités pour juger et punir « l'indigène musulman » est contradictoire avec le droit républicain. En effet, la séparation des pouvoirs judiciaires et administratifs n’est plus garantie, un constat qui est abordé régulièrement lors des débats sur le statut des indigènes. 
Parmi d’autres critiques du statut juridique de l’indigène, on trouvait les « Jeunes Algériens », qui voulaient être naturalisés sans renoncer à leur religion.

### Monographies
- Olivier Le Cour Grandmaison, De l'indigénat — Anatomie d'un monstre juridique : Le droit colonial en Algérie et dans l'Empire français, Paris, La Découverte, 2010, 197 p. (ISBN 978-2-35522-005-0)
- René Gallissot, La République française et les indigènes : Algérie colonisée, Algérie algérienne (1870-1962), Ivry-sur-Seine, Les Éditions de l'Atelier, 2006, 271 p. (ISBN 978-2-7082-3929-6)
- Samira Benhaddou, La matraque coloniale: le code de l'indigénat en Algérie, Albouraq, 2020 (ISBN 979-10-225-0393-8)

### Autres
- Noureddine Amara, « Être algérien en situation impériale, fin XIXe siècle – début XXe siècle : L’usage de la catégorie « nationalité algérienne » par les consulats français dans leur relation avec les Algériens fixés au Maroc et dans l’Empire Ottoman », European Review of History — Revue européenne d’histoire, vol. 19, no 1,‎ février 2012, p. 59-74
- Michèle Baussant, « Identité passagère : Pied-noir, une figure de l'exil », dans Anny Dayan Rosenman (dir.) et Lucette Valensi (dir.), La Guerre d'Algérie dans la mémoire et l'imaginaire, Éditions Bouchène, 2004 (ISBN 2912946816), p. 109
- Laure Blévis, « La citoyenneté française au miroir de la colonisation : étude des demandes de naturalisation des « sujets français » en Algérie coloniale », Genèses, vol. 4, no 53,‎ 2003, p. 25-47 (lire en ligne)
- Laure Blévis, « Les avatars de la citoyenneté en Algérie coloniale ou les paradoxes d'une catégorisation », Droit et société, vol. 2, no 48,‎ 2001, p. 557-581 (lire en ligne)
- Laure Blévis, « L'invention de l'« indigène », Français non citoyen », dans Abderrahmane Bouchène, Jean-Pierre Peyroulou, Ouanassa Siari Tengour et Sylvie Thénault, Histoire de l'Algérie à la période coloniale : 1830-1962, Éditions La Découverte et Éditions Barzakh, 2012 (ISBN 9782707173263), p. 212-218
- Laure Blévis, « Quelle citoyenneté pour les Algériens ? », dans Abderrahmane Bouchène, Jean-Pierre Peyroulou, Ouanassa Siari Tengour et Sylvie Thénault, Histoire de l'Algérie à la période coloniale : 1830-1962, Éditions La Découverte et Éditions Barzakh, 2012 (ISBN 9782707173263), p. 352-358
- Bouzekri Ali, « De l’indigénat en Algérie sous la troisième république française », Ziglôbitha, vol. 01, no 08,‎ 1er décembre 2023, p. 501–516 (ISSN 2708-390X et 2709-2836, lire en ligne)
- André Brochier, « 1940-1943, les Juifs rejetés dans l'indigénat », dans Abderrahmane Bouchène, Jean-Pierre Peyroulou, Ouanassa Siari Tengour et Sylvie Thénault, Histoire de l'Algérie à la période coloniale : 1830-1962, Éditions La Découverte et Éditions Barzakh, 2012 (ISBN 9782707173263), p. 408-411
- Christian Bruschi, « La nationalité dans le droit colonial », Procès, Cahiers d’analyse politique et juridique, no 18,‎ 1987/88, p. 29 (lire en ligne)
- Jane Burbank et Frederick Cooper, « Empire, droits et citoyenneté, de 212 à 1946 », Annales. Histoire, Sciences Sociales, no 3,‎ 2008, p. 495-531 (lire en ligne)
- Claude Collot, Les Institutions de l'Algérie durant la période coloniale : 1830-1962, Paris/Alger, Éditions du CNRS et Office des publications universitaires, 1987, 343 p. (ISBN 2-222-03957-6), p. 291
- René Gallissot, « Les effets paradoxaux de la catégorie « d'origine indigène ». », sur 4e colloque international sur la Révolution algérienne : « Évolution historique de l’Image de l’Algérien dans le discours colonial » — Université du 20 août 1955 de Skikda, 25-26 octobre 2009 (consulté le 13 mars 2013)
- Arlette Heymann-Doat, Guerre d'Algérie : droit et non-droit, Paris, Éditions Dalloz, 2012, 210 p. (ISBN 978-2-247-11536-5)
- Abdelhamid Hosna, « Accords d'Evian : processus d'une formation identitaire », Revue des sciences humaines, no 27,‎ 2007, p. 5-18 (lire en ligne)
- Djamal Kharchi, Colonisation et politique d'assimilation en Algérie : 1830-1962, Alger, Casbah Éditions, 2004 (réimpr. 2009), 574 p. (ISBN 9961-64-480-8)
- Isabelle Merle, « De la « légalisation » de la violence en contexte colonial. Le régime de l'indigénat en question », Politix, vol. 17, no 66,‎ 2004, p. 137-162 (lire en ligne)
- Guy Pervillé, Pour une histoire de la guerre d'Algérie : 1954-1962, A. et J. Picard, 2002, 356 p. (ISBN 978-2-7084-0637-7)
- Mohamed Sahia Cherchari, « Indigènes et citoyens ou l’impossible universalisation du suffrage », Revue française de droit constitutionnel, vol. 4, no 60,‎ 2004, p. 741-770 (lire en ligne)
- Kamel Saïdi, « Nationalité et citoyenneté, la fabrique d'une identité », dans Aïssa Kadri, Moula Bouaziz et Tramor Quemeneur, La guerre d'Algérie revisitée : Nouvelles générations, nouveaux regards, Karthala, 2015 (ISBN 9782811112950), p. 51-69
- Todd Shepard (trad. de l'anglais par Claude Servan-Schreiber), 1962 : Comment l'indépendance algérienne a transformé la France [« The invention of decolonization »], Paris, Payot, 2008, 416 p. (ISBN 978-2-228-90330-1)
- Alexis Spire, « Semblables et pourtant différents. La citoyenneté paradoxale des « Français musulmans d’Algérie » en métropole », Genèses, vol. 4, no 53,‎ 2003, p. 48-68 (lire en ligne)
- Sylvie Thénault, « Le “code de l'indigénat” », dans Abderrahmane Bouchène, Jean-Pierre Peyroulou, Ouanassa Siari Tengour et Sylvie Thénault, Histoire de l'Algérie à la période coloniale : 1830-1962, Éditions La Découverte et Éditions Barzakh, 2012 (ISBN 9782707173263), p. 200-206
- Sylvie Thénault, Violence ordinaire dans l’Algérie coloniale. Camps, internements, assignations à résidence, Paris, Odile Jacobs, 2012, 381 p.
- Yerri Urban, « La nationalité dans le second Empire colonial français », dans De la colonie à l'État-nation : constructions identitaires au Maghreb, L'Harmattan, coll. « Maghreb et sciences sociales », 2013 (ISBN 9782296515765), p. 89-98
- Yerri Urban, Race et nationalité dans le droit colonial français (1865-1955), thèse de Droit, université de Bourgogne (2009) : https://hal.archives-ouvertes.fr/tel-01630611
- Jean-Claude Vatin, L'Algérie politique : Histoire et société, Presses de la Fondation nationale des sciences politiques, 1983, 2e éd., 395 p. (ISBN 978-2-7246-0477-1)
- Patrick Weil, « Histoire et mémoire des discriminations en matière de nationalité française », Vingtième Siècle. Revue d'histoire, vol. 4, no 84,‎ 2004, p. 5-22 (lire en ligne)
- Patrick Weil, « Le statut des musulmans en Algérie coloniale. Une nationalité française dénaturée », dans La justice en Algérie : 1830-1962, La Documentation française, coll. « Histoire de la justice », 2005 (ISBN 2-11-005693-2, lire en ligne), p. 95-109
- Patrick Weil, Qu'est-ce qu'un Français : Histoire de la nationalité française depuis la Révolution, Paris, Grasset, 2002, 403 p., 24 cm (ISBN 2-246-60571-7, BNF 38818954)